# El Zapote, Cañadas de Obregón
El Zapote är en ort i Mexiko.   Den ligger i kommunen Cañadas de Obregón och delstaten Jalisco, i den centrala delen av landet, 400 km väster om huvudstaden Mexico City. El Zapote ligger 1 713 meter över havet och antalet invånare är 4 401.
Terrängen runt El Zapote är kuperad åt sydost, men åt nordväst är den platt. Runt El Zapote är det glesbefolkat, med 19 invånare per kvadratkilometer. Närmaste större samhälle är Yahualica de González Gallo, 11,2 km nordväst om El Zapote. I omgivningarna runt El Zapote växer huvudsakligen savannskog.